# Cop (album)
Cop è il secondo album discografico in studio del gruppo musicale statunitense Swans, pubblicato nel 1984.

## Tracce
Side A
1. Half Life – 4:18
2. Job – 4:46
3. Why Hide – 5:50
4. Clay Man – 5:05

Side B
1. Your Property – 4:48
2. Cop – 6:47
3. Butcher – 4:02
4. Thug – 5:12

## Formazione
- Michael Gira - voce
- Norman Westberg - chitarra
- Harry Crosby - basso
- Roli Mosimann - batteria